# Yang Xiaolei
Yang Xiaolei, född 28 juni 2000, är en kinesisk bågskytt. Hon deltog vid olympiska sommarspelen 2020.